# 小行星8825
小行星8825（英語：8825）是一颗围绕太阳公转的小行星。1988年6月16日，埃莉諾·赫琳在帕洛马山发现了此天体。
这颗小行星的绝对星等为350.2232017325799等。